# Sóshartyáni Hencse-hegy
Sóshartyáni Hencse-hegy este o arie protejată (arie specială de conservare — SAC, sit de importanță comunitară — SCI) din Ungaria întinsă pe o suprafață de 106 ha, integral pe uscat.

## Localizare
Centrul sitului Sóshartyáni Hencse-hegy este situat la coordonatele 48°04′08″N 19°42′27″E / 48.068889°N 19.7075°E.

## Înființare
Situl Sóshartyáni Hencse-hegy a fost declarat sit de importanță comunitară în mai 2004 pentru a proteja 1 specie de plante și 7 specii de animale. Situl a fost protejat și ca arie specială de conservare în februarie 2010.

## Biodiversitate
Situată în ecoregiunea panonică, aria protejată conține 5 habitate naturale: Păduri panonice-balcanice de stejar turcesc - stejar sesil, Tufărișuri subcontinentale peripanonice, Pajiști panonice carstice (Stipo-Festucetalia pallentis), Pajiști stepice subpanonice, Păduri panonice cu Quercus petraea și Carpinus betulus.
La baza desemnării sitului se află mai multe specii protejate:
- plante (1): sisinei (Pulsatilla grandis)
- nevertebrate (7): Coenagrion ornatum, Cucujus cinnaberinus, fluturele de noapte (Eriogaster catax), Hypodryas maturna, libelule (Leucorrhinia pectoralis), rădașcă (Lucanus cervus), fluturele purpuriu (Lycaena dispar)

Pe lângă speciile protejate, pe teritoriul sitului au mai fost identificate 9 specii de plante, 13 specii de nevertebrate, 3 specii de reptile.